# Каримата
Карима́та (индон. Selat Karimata) — пролив между островами Калимантан и Белитунг в Индонезии.

## География
Пролив соединяет Южно-Китайское и Яванское моря. Наименьшая ширина пролива составляет около 210 км, глубина — до 36 м. В акватории пролива находится много мелких островов и коралловых рифов. В пролив впадают реки Капуас, Паван, Муси и другие.

## Климат
Примерно с конца мая в проливе преобладает юго-восточный муссон, который сопровождается сильным юго-восточным или юго-юго-восточным ветром, сухой погодой и туманом.

Примерно с начала октября преобладает северо-западный муссон; этот период характеризуется грозами, дождями и шквалистым ветром, чередующимися со спокойными днями и хорошей погодой. Наибольшее количество осадков выпадает с ноября по февраль. С февраля из-за смены муссонов погода становится непредсказуемой до стабилизации в конце мая.

## История
В XVIII—XIX веках пролив был известен британским морякам как Пассаж Карамата. Он использовался британским флотом для вторжения на Яву в 1811 году.